# Tragicommedia

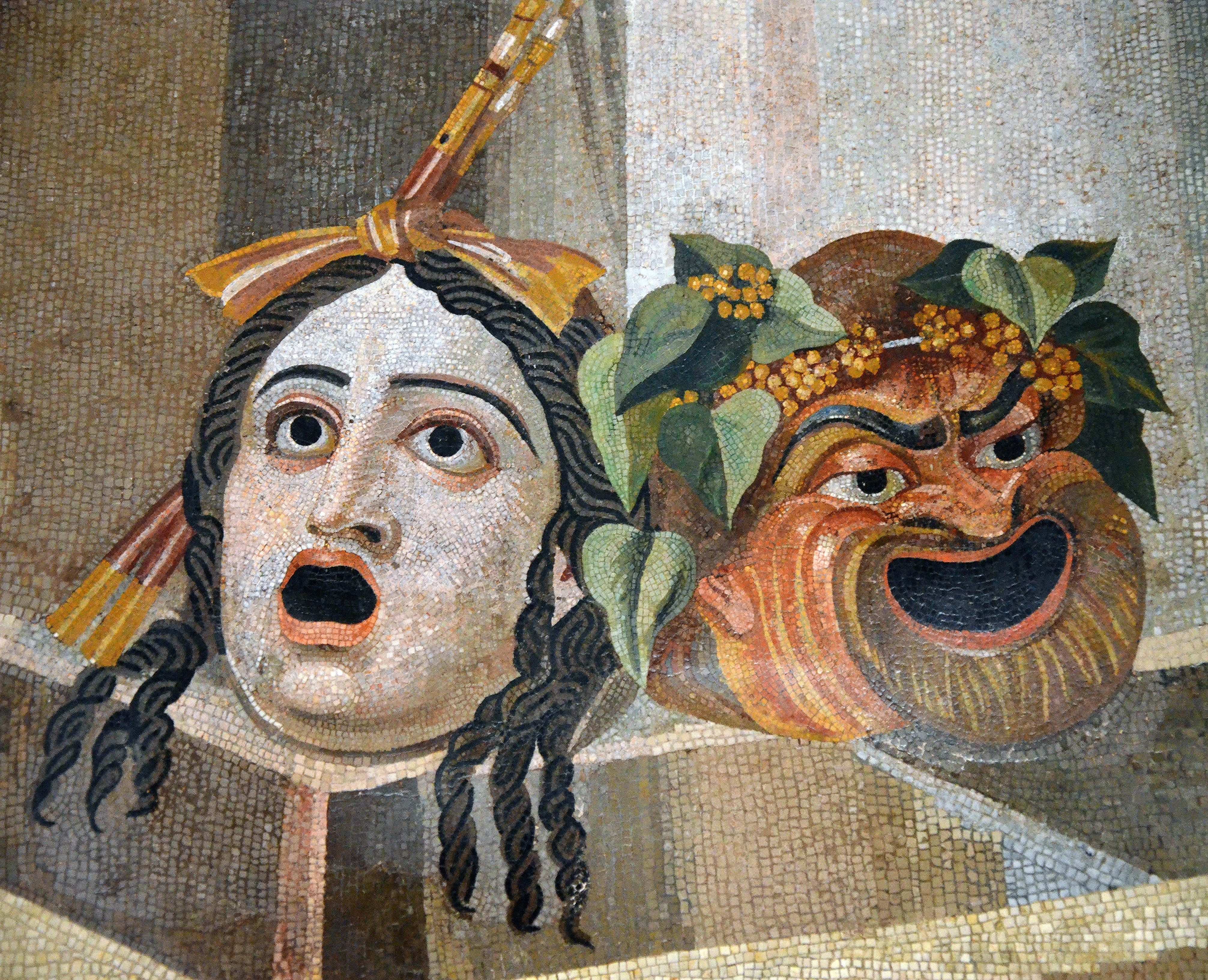
Le due maschere, tragica e comica, del teatro latino. Mosaico del I secolo a.C., Musei Capitolini, Roma.

La tragicommedia (XVII secolo, dal latino tragicomoedĭa, da tragĭcus, tragico e comoedia, commedia) è un'opera (generalmente drammatica) che, come il nome stesso suggerisce, fonde tragedia e commedia.
Può quindi indicare o una tragedia contenente però elementi comici, oppure un dramma che si conclude con un lieto fine.

## Storia

### Antichità classica
A differenza di "commedia" e "tragedia", entrambi termini del teatro greco, "tragicommedia" non è attestata in lingua greca. Ciononostante, il concetto (inteso come dramma con una conclusione felice) doveva essere presente in qualche misura agli antichi greci: Aristotele sembra parlarne nella sua Poetica. In questo senso, alcuni drammi della produzione più tarda di Euripide, come lo Ione e soprattutto l'Alcesti, potrebbero essere definiti "tragicommedie".
Il termine vero e proprio compare per la prima volta in latino, come tragicōmoedia, nel prologo dell'Anfitrione di Plauto. Di qui fu riesumato successivamente in lingua italiana durante il Rinascimento.

### Rinascimento
Il termine tragicomedia compare in italiano nel 1541, in una lettera di Luca Contile a Taddeo Monterchi.
Il genere si affermò dunque nei secoli XVI-XVII secolo venendo incontro al gusto e al pubblico delle corti. La sua codificazione avvenne per gradi, trovando un riconoscimento ufficiale nei trattati di Giambattista Giraldi Cinzio del 1554. Tuttavia in Italia la tragicommedia finì per identificarsi con il dramma pastorale, mentre in altri Paesi europei il suo sviluppo fu autonomo.
Uno dei più importanti autori teatrali di tragicommedie seicenteschi fu il francese Pierre Corneille, che con le sue opere L'illusione comica e Il Cid contribuì allo sviluppo del nuovo genere. Lo stesso Corneille, per mostrare come la novità della tragicommedia barocca fosse proprio nell'unione di più generi "classici", a proposito della prima scrisse: "Ecco uno strano mostro [...] Il primo atto non è che un prologo, i tre seguenti sono una commedia imperfetta, l'ultimo è una tragedia, e tutto questo cucito insieme fa una commedia".